# Vierlandium
Vierlandium (auch Vierland-Stufe, stratigrafisches Kurzsymbol: tmiv) ist in der Geologie die Bezeichnung für eine stratigrafische Einheit in Nordeuropa, die nach der globalen Gliederung mit dem Beginn des Aquitanium im Untermiozän (vor 23,8 Mill. Jahren) einsetzte und im Burdigalium (vor etwa 19,0 Mill. Jahren) endete. Die obere Begrenzung war lange umstritten. Der hier angegebene Wert ist der Stratigraphischen Tabelle von Deutschland aus dem Jahre 2002 (Hrsg.: Deutsche Stratigraphische Kommission) entnommen. In älteren Veröffentlichungen wird die Obergrenze zumeist innerhalb des Aquitanium (bei etwa 21 Mill. Jahren) angegeben.
Die Bezeichnung Vierlandium geht auf frühe Beschreibungen dieser geologischen Formation zurück, die südlich von Hamburg (im Gebiet der Vierlande am Nordufer der Elbe) erbohrt wurde. Zum Vierlandium gehören beispielsweise die Schichten der im deutsch-dänischen Grenzgebiet anzutreffenden Klintinghoved-Formation (Unterer Glimmerton), die Glimmertone bei Elmshorn und das als Lokalgeschiebe in Aufschlüssen im östlichen Schleswig-Holstein zu findende Holsteiner Gestein. 
Wie fast alle Stufen des Miozäns in Norddeutschland, ist auch das Vierlandium ein transgressiver Horizont. Bohrungen in der Gegend von Quickborn haben Mächtigkeiten für die Schichten des Vierlandiums von bis zu 550 m ergeben, zumeist liegen die Mächtigkeitswerte jedoch zwischen 10 und 50 m.

## Belege
1. ↑  W. Hinsch: Biostratigraphie, Faziesentwicklung und stratigraphische Kurzsymbole des Tertiärs in Schleswig-Holstein. In Tobien, 1986
2. ↑  W. Hinsch: Lithologie, Stratigraphe und Paläogeographie des Paläogens in Schleswig-Holstein. In: Tobien 1986
3. ↑  W. Hinsch: Lithologie, Stratigraphe und Paläogeographie des Neogens in Schleswig-Holstein. In: Tobien 1986.